# Music to Listen To...
Music to Listen To~Dance To~Blaze To~Pray To~Feed To~Sleep To~Talk To~Grind To~Trip To~Breathe To~Help To~Hurt To~Scroll To~Roll To~Love To~Hate To~Learn Too~Plot To~Play To~Be To~Feel To~Breed To~Sweat To~Dream To~Hide To~Live To~Die To~Go To (abbreviato in Music to Listen To... o Go To) è il quarto EP del gruppo musicale britannico Bring Me the Horizon, pubblicato il 27 dicembre 2019 dalla Sony Music.

## Descrizione
L'EP, dal titolo e dalla durata volutamente lunghi, contiene diverse collaborazioni ed estratti di tracce poi scartate dal prodotto finale dell'ultimo album Amo.

## Tracce
1. Steal Something – 10:11 (Oliver Sykes, Jordan Fish, Simon Dobson, Will Harvey)
2. Candy Truck/You Expected LAB Your Result: Green – 7:15 (Oliver Sykes, Jordan Fish)
3. A Devastating Liberation – 4:40 (Oliver Sykes, Jordan Fish, Simon Dobson)
4. ¿ (feat. Halsey) – 5:13 (Oliver Sykes, Jordan Fish, Ashley Frangipane)
5. Underground Big {Headfulofhyena} (feat. Bexey e Lotus Eater) – 24:15 (Oliver Sykes, Jordan Fish, Baek Ye Jin, Cameron Humphrey, Dan Lancaster, Douglas Park, George Mejer)
6. "Like Seeing Spiders Running Riot on Your Lover's Grave" (feat. Happyalone.) – 6:38 (Oliver Sykes, Jordan Fish, Fionn Tobin, Paddy Hennessy)
7. Dead Dolphin Sounds 'Aid Brain Growth in Unborn Child' Virtual Therapy/Nature Healing 2 Hours (feat. Toriel) – 10:09 (Oliver Sykes, Jordan Fish, Dan Lancaster, Alissa Salls)
8. ±ªþ³§ (feat. Yonaka) – 7:18 (Oliver Sykes, Jordan Fish, Dan Lancaster, Theresa Jarvis, Alex Crosby)

## Formazione
Gruppo
- Oliver Sykes – voce (eccetto tracce 4 e 8)
- Jordan Fish – programmazione, voce secondaria (tracce 1, 6 e 8)
- Lee Malia – chitarra (tracce 1, 2 e 7)
- Matt Kean – solo accreditato
- Matt Nicholls – solo accreditato

Altri musicisti
- Simon Dobson – tromba (tracce 1 e 3), flicorno (traccia 3)
- William Harvey – viola (traccia 1), violino (traccia 3)
- Gavin Kibble – violoncello (traccia 3)
- Madilyn Eve Cutter – violoncello (traccia 3)
- Max Ruisi – violoncello (traccia 3)
- Rachael Lander – violoncello (traccia 3)
- Alexander Verster – contrabbasso (traccia 3)
- Jessica Price – contrabbasso (traccia 3)
- Lewis Reid – contrabbasso (traccia 3)
- Oliver Hickie – corno (traccia 3)
- Jane Salmon – trombone (traccia 3)
- Ross Anderson – trombone (traccia 3)
- Victoria Rule – tromba (traccia 3)
- Anisa Arslanagic – viola (traccia 3)
- Benjamin Kaminski – viola (traccia 3)
- Mark Gibbs – viola (traccia 3)
- Agata Daraskaite – violino (traccia 3)
- Elena Abad – violino (traccia 3)
- Francesca Gilbert – violino (traccia 3)
- James Toll – violino (traccia 3)
- Kirsty Mangan – violino (traccia 3)
- Magdalena Loth-Hill – violino (traccia 3)
- Naomi Burrell – violino (traccia 3)
- Olivia Daisy Holland – violino (traccia 3)
- Halsey – voce (traccia 4)
- Cameron Humphrey – batteria (traccia 5)
- Douglas Park – chitarra (traccia 6)
- Bexey – voce (traccia 5)
- Jamie McLees – voce (traccia 5)
- Fionn Tobin – voce (traccia 6)
- Toriel – voce (traccia 7)
- Theresa Jarvis – voce (traccia 8)

Produzione
- Oliver Sykes – produzione, ingegneria del suono, registrazione
- Jordan Fish – produzione, ingegneria del suono, registrazione
- Ted Jensen – mastering
- Dan Lancaster – missaggio
- Happyalone – produzione aggiuntiva (traccia 6)
- Alex Crosby – ingegneria parti vocali (traccia 8)
- Rhys May – assistenza all'ingegneria (tracce 2–8)

## Classifiche
| Classifica (2020)     | Posizione massima |
| --------------------- | ----------------- |
| Regno Unito (digital) | 24                |
| Regno Unito (rock)    | 17                |